# Museo de Shanghái

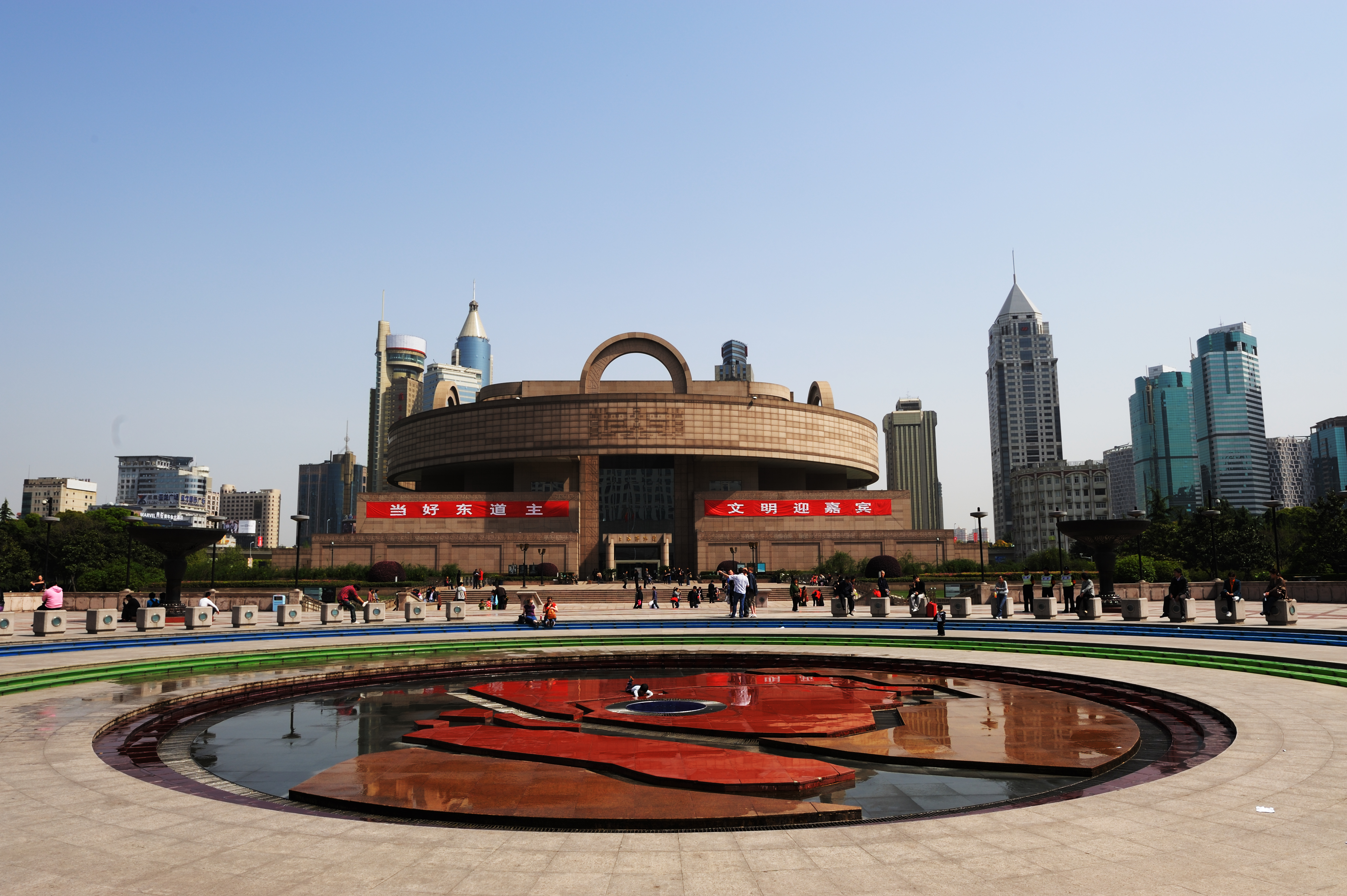
Museo de Shanghái.

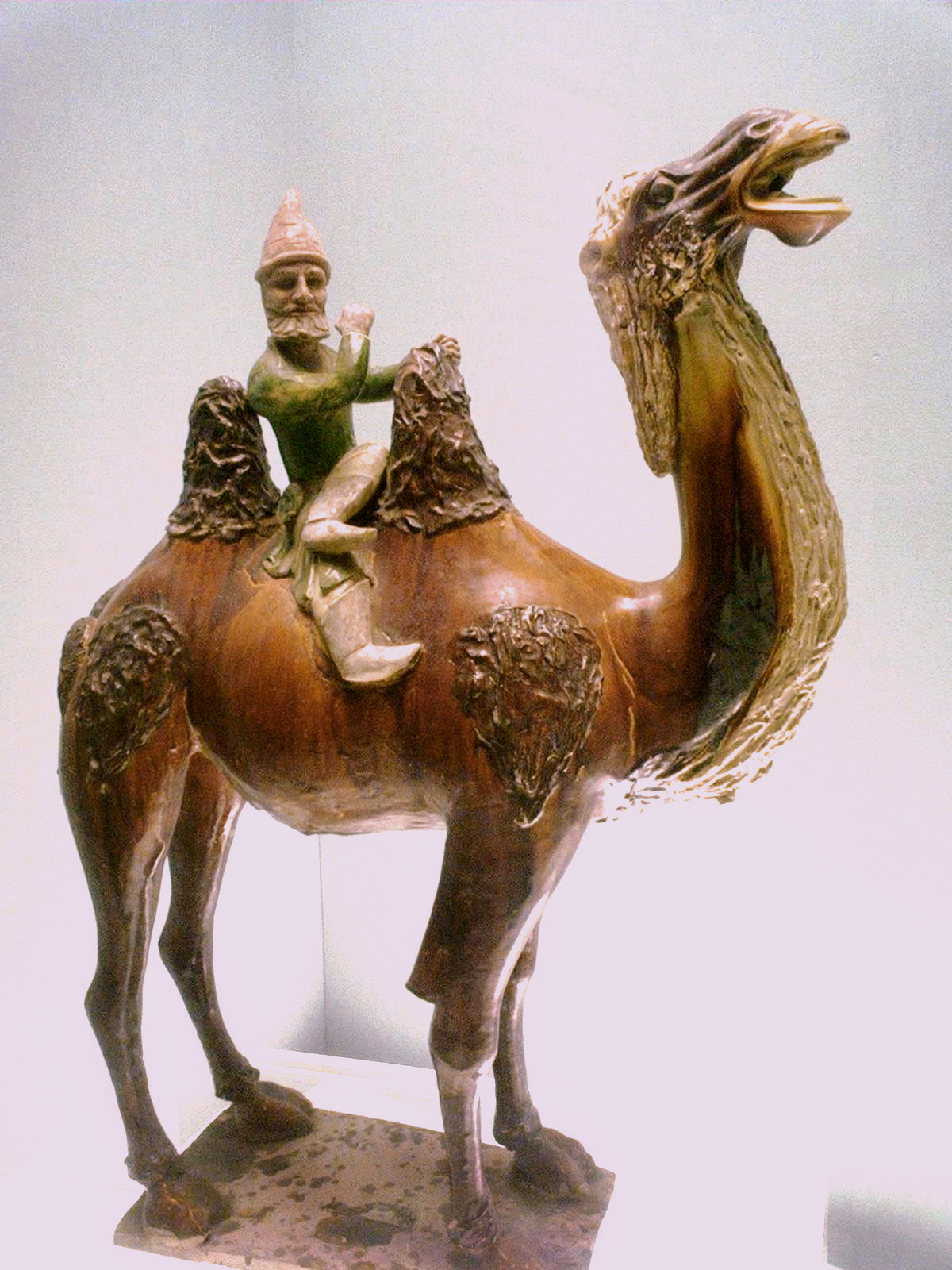
Occidental montando un camello. Museo de Shanghái.

El Museo de Shanghái está dedicado al arte chino antiguo. Se encuentra en la Plaza del Pueblo, en el distrito de Huangpu de la municipalidad de Shanghái, en la República Popular China. 
El museo abrió por primera vez sus puertas en el año 1952 en un edificio modernista de la calle Nanjing. Posteriormente (1959) se trasladó a la calle Henan. El museo actual se inauguró en el año 1996.
El edificio que alberga el museo tiene forma circular y ocupa un área de 39.200 m² de los que más de 10 000 están dedicados a exposiciones. Su altura es de 29,5 metros, divididos en cinco pisos. Diseñado por un arquitecto local, el edificio tiene una forma circular sobre una base cuadrada, simbolizando así la antigua percepción china del mundo: Un cielo redondo, una tierra cuadrada.
El museo contiene una colección de más de 120.000 piezas, divididas en diez categorías diferentes: bronce, escultura, cerámica, jade, pintura, caligrafía, sellos, monedas, muebles de las dinastías Ming y Qing y artes de las minorías chinas.

## Galería
|                         |
| Campanas de Jin Hou Shu |

|                                                            |
| Caligrafía en un abanico redondo del emperador Son Huizong |

|                                                            |
| Xi Zun (牺尊), de finales del periodo de Primavera y Otoño |

- Datos: Q1051293
- Multimedia: Shanghai Museum / Q1051293